# Воргорда (община)
Община Воргорда (на шведски: Vårgårda kommun) е разположена в лен Вестра Йоталанд, югозападна Швеция с обща площ 444 km2 и население 11 065 души (към 31 декември 2013). Административен център на община Воргорда е едноименния град Воргорда.